# اليوم العالمي للصم
اليوم العالمي للصم (بالإنجليزية: International Day of the Deaf)‏ هو يوم عالمي يهدف إلى رفع مستوى الوعي وتقديم ثقافة الصم ولغة الإشارة ، تم تحديده ليوم السبت الأخير من شهر سبتمبر من كل عام بواسطة الاتحاد العالمي للصم. في البداية، كان يوم احتفاء منعزلاً، لكنه أصبح تتويجا لأسبوع من الاحتفالات، الأسبوع العالمي للصم 
يطلق عليه أيضًا "Deaf Pride" أو «أصم وأفتخر» في إشارة إلى " Deaf Pride " في الولايات المتحدة.
وفي الوقت نفسه، اعتمدت الأمم المتحدة اليوم الدولي للغات الإشارة في 23 سبتمبر  واعتمدت منظمة الصحة العالمية اليوم العالمي للسمع في 3 مارس 

## تاريخ
أُنشئ في 28 سبتمبر 1958 من قبل الاتحاد العالمي للصم في روما، إيطاليا  تم الاعتراف باليوم العالمي للصم، المعروف أصلاً باليوم العالمي للصمم  في عام 1959 من قبل الأمم المتحدة.
يوصي الاتحاد العالمي للصم جميع الاتحادات الوطنية بتنظيم اليوم العالمي للصم والصمم في الأسبوع الأخير أو السبت الأخير من سبتمبر، على شرف المؤتمر العالمي الأول للاتحاد العالمي للصم  الذي بدأ في 23 سبتمبر 1951 في روما.

### الهدف
الهدف هو تعريف الجمهور بثقافة الصم ورفع الوعي  ، لأن الصمم وثقافة الصم لا تزال مجهولة.

## أحداث

### أمريكا
- الولايات المتحدة ، تسمى أيامهم International Week of the Deaf ، والذي يبدأ كل عام في الأسبوع الأخير من شهر سبتمبر.[12]
- كندا ، يتم تنظيم أسبوع الصم العالمي خلال الأسبوع الأخير من شهر سبتمبر.[13]

### أوروبا
- إيطاليا ، Giornata mondiale del sordo
- البرتغال ، Dia mundial do surdo تجري يوم الأحد في الأسبوع الأخير من سبتمبر [14]

### روابط خارجية
- الموقع الرسمي
- الأسبوع الدولي للصم ، على موقع الاتحاد العالمي للصم.